# Mohamed Belal Koko'o
Pour les articles homonymes, voir Koko.
Mohamed Belal Koko'o est un footballeur camerounais évoluant actuellement au club marocain du Moghreb de Tétouan. Né le 18 janvier 1986 à Ebolowa, il a pris ce nom après sa conversion à l'Islam. Son nom d'origine était Pierre Bilal Koko'o Lotti Abalintsina, dit Koko'o.

## Carrière
- 2004-2005 :  Cotonsport Garoua
- 2005-2006 :  Mamelodi Sundowns
- 2006-2006 :  Esteghlal Teheran
- 2006-2007 :  Tonnerre Yaoundé
- 2007-2008 :  ASEC Mimosas
- 2008-2009 :  Moghreb de Tétouan
- 2009-2009 :  Al Ahly Tripoli (prét)
- 2009-2010 :  Moghreb de Tétouan
- 2010-........ :  CODM de Meknès

## Palmarès
- 2007 : Vainqueur de la Coupe de Côte d'Ivoire
- 2007 : Vice-champion de Côte d'Ivoire